# 始长吻鳄属
始长吻鳄属（学名：Eogavialis）是长吻鳄科下的一个属。

## 下属物种
本属包括以下物种：
- 安氏始长吻鳄 Eogavialis andrewsi Storrs, 2003